# Concejo Deliberante de Tafí Viejo
El Honorable Concejo Deliberante de Tafí Viejo es el órgano legislativo municipal de Tafí Viejo, Tucumán, Argentina. El concejo fue creado en 1937 tras la municipalización de la ciudad. 

## Estructura
El Concejo Deliberante se compone de 12 miembros electos por el sistema de representación directa y proporcional, al ser Tafí Viejo un municipio de 1ª categoría. Estos duran cuatro años en su cargo, pudiendo reelegirse solo una vez consecutiva. El concejo es uno de los poderes del gobierno municipal, se encarga de revisar y controlar los actos del poder ejecutivo municipal que encabeza del Intendente. Es un órgano legislativo que crea las normas de la ciudad. Estas normas reciben el nombre de ordenanzas y el Ejecutivo municipal es el encargado de hacerlas cumplir. 

### Requisitos para ser Concejal[2]
Para ser concejal, según la Ley Orgánica de Municipalidades, se requiere de:
- Tener veintidós (22) años de edad.
- Ser argentino nativo, naturalizado con una antigüedad de cinco (5) años de obtenida la nacionalidad argentina o extranjero que deberá ser propietario en el municipio y tener en el mismo cinco (5) años de residencia inmediata a su designación.
- Estar inscripto en los padrones electorales nacionales correspondientes al respectivo municipio.

### Impedimentos para ser Concejal[2]
Según la ley, no pueden ser miembros del Concejo Deliberante:
- Quienes no pueden ser electores de acuerdo a las disposiciones de la Ley Orgánica de Municipalidades.
- El Gobernador de la Provincia y sus Ministros.
- Los Diputados y Senadores Nacionales y los Legisladores Provinciales.
- Los miembros de la Administración de la Justicia Federal o Provincial.
- Los que estuvieren directa o indirectamente interesados en cualquier contrato oneroso con la municipalidad, como obligados principales. Esta inhabilidad no comprende a los tenedores o dueños de acciones de sociedades anónimas que tengan contratos con las municipalidades, a no ser que tengan participación en la administración o sean miembros de los directorios de dichas sociedades.

## Composición actual

### 2023-2027[3][4][5]
| Concejal                     | Partido                              | Bloque | Bloque                      |
| ---------------------------- | ------------------------------------ | ------ | --------------------------- |
| Daniela Bravo                | Podemos                              |        | Frente de Todos por Tucumán |
| Fernando Maximiliano Córdoba | Frente de Todos por Tucumán          |        | Frente de Todos por Tucumán |
| María Gabriela Suarez        | Acción Regional                      |        | Frente de Todos por Tucumán |
| Maximiliano Bevacqua         | Partido de la Victoria               |        | Frente de Todos por Tucumán |
| Alejandro Nicolás Martínez   | Partido Propuesta Popular            |        | Frente de Todos por Tucumán |
| Pedro Benjamín Terraf        | Partido Cambia Tucumán CT            |        | Juntos por el Cambio        |
| Julio Cesar Ponce            | Cambiemos                            |        | Juntos por el Cambio        |
| Antonio Miguel Reinoso       | Partido de la Justicia y la Victoria |        | Frente de Todos por Tucumán |
| Augusto Gabriel Zuccarelli   | Alianza Compromiso Pro Tucumán       |        | Juntos por el Cambio        |
| Pablo Rene Della Torre       | Podemos                              |        | Frente de Todos por Tucumán |
| Domingo Orquera              | Fuerza Republicana                   |        | Fuerza Republicana          |
| Daniel Lisandro García       | Ciudadanos Contra la Corrupción      |        | Juntos por el Cambio        |